# Autohaus Achim Gorgus
Das Autohaus Achim Gorgus, zuvor Prestige Cars und Gorgus Engineering, war ein deutscher Hersteller von Automobilen.

## Unternehmensgeschichte
Achim Gorgus gründete 1990 das Unternehmen Prestige Cars in Ittersbach und begann 1991 mit der Produktion von Automobilen. Der Markenname lautete Gorgus. Später erfolgte die Umfirmierung in Gorgus Engineering. Ab Modelljahr 1997 hieß das Unternehmen Autohaus Achim Gorgus und war an der Siemensstraße 6 in Feldrennach ansässig. Dort war zuvor Mohr Automobile tätig. 2000 endete die Produktion. Das Autohaus Jörg Glauner wurde Nachfolger und war lange Zeit an der gleichen Adresse gemeldet.

## Fahrzeuge
Das erste Modell war eine Nachbildung des Ford GT 40 nach einer Lizenz von GTD. Ein V8-Motor von Ford verfügte über 5000 cm³ Hubraum. Gegen Aufpreis war auch ein Motor mit 7100 cm³ Hubraum erhältlich. Der Neupreis betrug 31.300 DM für einen Bausatz und 153.900 DM als Komplettfahrzeug.
1996 ergänzte das Modell Rush das Sortiment. Dieses Modell wurde zuvor von Mohr hergestellt und war ein Nachbau des Lotus Seven.
1998 kam das Modell Dakota F 1 dazu. Dies war ein offener Zweisitzer im Stile des Lotus Seven, aber keine Replika. Über einen Gitterrohrrahmen war eine Karosserie aus Aluminium montiert. Für den Antrieb sorgte ein Vierzylindermotor von Cosworth mit zwei obenliegenden Nockenwellen, 16 Ventilen und Turbolader, der aus 2000 cm³ Hubraum 350 PS Leistung abgab.